# 岐阜県立関高等学校
岐阜県立関高等学校（ぎふけんりつ せきこうとうがっこう）は、岐阜県関市桜ヶ丘二丁目にある公立高等学校。

## 学校概要
- 設立：1921年（大正10年）
- 学科：全日制普通科
- 校訓：進取・至誠・錬磨

## 沿革
- 1921年 - 関町立関実科高等女学校として開校。
- 1922年1月 - 郡立移管 武儀高等女学校へ改称。3月には岐阜県武儀高等女学校へ改称。
- 1923年 - 県立へ移管。
- 1948年 - 岐阜県立関高等学校へ改称。
- 1949年 - 男女共学化。農業科設置。
- 1960年 - 農業科廃止。男女制服制定。
- 1962年 - 創立40周年。プール竣工。
- 1965年 - 武道館竣工。
- 1966年 - 2学期制実施。
- 1989年 - 新制服制定。
- 2003年 - 文部科学省から学力向上フロンティアハイスクールに指定される。
- 2003年 - 練進館竣工。
- 2006年 - 中部学院大学との高大連携調印。
- 2006年 -「学力向上フロンティアハイスクール事業」研究発表会。
- 2007年 - 日中21世紀交流事業における中国高校生訪日団来校、及び30名の生徒が訪中。
- 2014年 - 岐阜県教育委員会からスーパーグローバルハイスクールに指定される。
- 2015年 - イギリス ヘイドン校との姉妹校提携調印。
- 2018年 - 関高等学校公式Facebookアカウント、公式Instagramアカウント設立。

## 特色

### 学区
岐阜県では、平成30年（2018年）度の県立高校入試から学区を廃止したため、現在では県内全域から進学が可能である。平成29年（2017年）度までの学区は次のようであった。
- 美濃学区全域および可茂学区の一部から進学が可能。
  - 美濃学区 関市、美濃市、郡上市
  - 可茂学区内で当校に進学可能な地域 富加町、坂祝町、美濃加茂市（一部）
- なお、美濃学区と隣接する学区（可茂学区・岐阜学区・飛騨学区）の全ての地域からの受験も可能である。

実際には、関市在住の生徒が多いが、自転車や長良川鉄道越美南線を利用して美濃市、郡上市から通学する生徒も多い。

### 学校の立地と周辺環境
敷地面積は比較的広く形状は長方形である。敷地内の起伏もあまりない。
住所は関市桜ヶ丘2丁目1番1号だが、桜ヶ丘2丁目は全て高校の敷地である。

## 行事
強歩大会（4月）
50年以上続く名物行事であり、近年は男女とも約25kmの距離を競う。
現在は廃止
球技大会（10月）
クラス対抗でソフトボール、サッカー、バドミントン、バスケットボール、バレーボールのトーナメントを行い上位3チームが入賞する。
関高祭（7月）
体育祭の総称。体育祭は居住地域によって東西南北の4団に分かれて対決する。

## SGH活動
講演会
年に数回程度、高校に著名人を呼び6時限目、7時限目を利用し講演会を催す。
グループ別研究活動
各クラス6グループ程度を作り課題研究活動を一年を通して行う。1年生のテーマは毎年異なる（例、平成28年（2016年）度「関市の刃物を海外に広めるには」平成29年（2017年）度「岐阜県にビックウェーブを起こす」）。5月、6月に決めたテーマについて大学教授など学外の講師に説明を行い、評価を受ける。12月にクラス代表2チームを選出した上で学年全体で選考を行い、各クラス1チームの代表を決める。クラス代表になったチームは2月中旬に関市文化会館で公開発表をする。
2年生は各チーム決めたグローバルイシューについて研究する。
海外研修
SGH（スーパーグローバルハイスクール）の指定に伴い、平成27年（2015年）よりイギリス、ベトナム研修を実施するようになった。希望者が定員を超えた場合は面接、英語能力のテストを行い選考する。平成29年（2017年）度のイギリス研修は現地でのテロ事件の発生により中止となり、その後はイギリス、ベトナムの隔年での実施となっている。

## 授業
定期テスト
定期テストは春休み後の課題、実力考査、6月下旬に行われる前期中間考査、夏休み明けの夏休み後の課題、実力考査、9月下旬の前期期末考査、11月下旬の後期中間考査、冬休み明けの課題、実力考査、2月下旬の後期期末考査がある。
特進クラス
2年生、3年生では文系、理系1クラスずつ難関国公立大学進学を目指す「特進クラス」を設置している。通称文特、理特。希望制であり、希望者が定員（40人程度）を上回る場合は選考を行う。各教科の教師陣が担当するほか、無料で授業時間にTOFELを行うなどの優遇措置がされる。特進クラスは指定校推薦を受けられないという条件が存在している。

## 部活動

### 運動系部活動
- 硬式野球部
- サッカー部[注釈 5]
- ラグビー部
- 硬式テニス部（男子）
- テニス部（女子）
- 陸上競技部
- 水泳部
- バレーボール部（男子・女子）
- バスケットボール部（男子・女子）
- 柔道部
- 剣道部
- 卓球部
- 新体操部

### 文化系部活動
- 演劇部
- 吹奏楽部[注釈 6]
- コーラス部
- アート（グランド印刷）部
- アート（美術）部
- 書道部
- 自然科学部
- 天文班
- 科学班
- 生物班
- 放送部
- 文芸部
- 地域研究部
- 茶華道部（茶道・華道）
- 英語部

## 100周年記念事業
岐阜県立関高等学校は令和3年（2021年）に創立100周年を迎え、岐阜県武儀高等女学校・岐阜県立関高等学校100周年実行員会によって記念事業が行われた。
- 100周年記念事業公式ホームページ[3]を設立。
- 2019年3月には関高校の制服を着たリカちゃん人形が2000体限定で受注された[4]。
- 100周年記念事業公式Twitter[5]、公式Instagram[6]を開設。

## 出身者
- 尾関健治 - 関市長
- 渡邉圭太 - 富加町長
- 亀山秀一 - 国土交通省東北運輸局長
- 福地泡介 - 漫画家
- パルト小石 - マジシャン（ナポレオンズ）
- 松井勲 - 柔道家
- 小島大徳 - 経営学者、税理士、神奈川大学経営学部准教授
- 佐藤梓 - 元NHK記者、元東京都八王子市議会議員
- 村橋明郎 - 映画監督
- 五島卓道 - 野球指導者

## アクセス
- 長良川鉄道越美南線 関口駅より徒歩で約5分。